# Bar (cratère)
Pour les articles homonymes, voir Bar.
Le cratère Bar est un cratère d'impact de 2,06 km de diamètre situé sur Mars dans le quadrangle de Margaritifer Sinus. Il a été nommé en référence à la ville de Bar en Ukraine.